# Riga Stradiņš Universitet
Riga Stradiņš Universitet (RSU) (lettisk: Rīgas Stradiņa universitāte, latin: Universitas Rigensis Stradina) er et offentligt universitet i Riga i Letland. I 1950 blev universitetet etableret som Rigas Medicinske Institut på grundlag af Det Naturvidenskabelige Fakultet ved Letlands Universitet. Initiativtagerne var professorerne Pauls Stradiņš og Ernests Burtnieks – sidstnævnte, den første direktør for Rigas Medicinske Institut, og den tidligere sundhedsminister for Republikken Letland Adolfs Krauss. Oprindeligt indgik medicin-, tandlæge- og apoteksfakulteterne i instituttet, samt 45 afdelinger. Universitetet har haft sit nuværende navn siden den 13. juni 2002.